# 圣若瑟主教座堂 (哈特福德)
圣若瑟主教座堂（Cathedral of St. Joseph）是天主教哈特福德总教区的主教座堂，位于美国康涅狄格州哈特福德法明顿大道，Aetna保险总部对面。1962年5月15日启用，以取代于1956年12月31日毁于大火的老堂。设计师是纽约的艾格斯和希金斯，高281英尺，可容纳1880人。
钟楼包含12个钟琴，荷兰铸造。主教座堂本身是由混凝土建造，外部覆盖石灰岩。该堂拥有当代教会艺术的一些杰出范例，大片壮观的花窗玻璃来自巴黎，祭台后面的瓷砖壁画“基督的荣耀”是世界上最大的。